# Отіс Раш
О́тіс Раш (англ. Otis Rush; 29 квітня 1935, Філадельфія, Міссісіпі — 29 вересня 2018, Чикаго, Іллінойс) — американський блюзовий гітарист та співак. Для гітарного стилю Раша характерні повільний звук, джазові арпеджіо та схильність до довгих нот. Його музика разом з такими виконавцями як Лютер Еллісон, Меджик Сем, Бадді Гай та Альберт Кінг стала відомою як західний чиказький блюз, яка значною мірою вплинула на творчість Майкла Блумфілда, Еріка Клептона, Пітера Гріна та Стіві Рей Вона.
У 1984 році включений до Зали слави блюзу,а у 1989 також був занесений його Right Place, Wrong Time (1976) в категорії «Класичний блюзовий запис — альбом».. Лауереат премії «Греммі» (1998) за найкращий традиційний блюз-альбом (Any Place I'm Going).

## Біографія

### Ранні роки
Отіс Раш народився 29 квітня 1935 року у місті Філадельфія, штат Міссісіпі. Ще підлітком Отіс почав грати на губній гармоніці. Однак згодом навчився грати на гітарі, але через те, що він був шульгою він тримав звичайну гітару грифом вліво, басовими струнами донизу. Раш почав співати та грати у місцевій баптистській церкві.
В 1948 році він поїхав до Чикаго, щоб відвідати свою сестру Елізабет.І після того, як Раш разом з сестрою відвідав концерт гурту Мадді Вотерса, в складі якого виступали Літтл Волтер та Джиммі Роджерс, Отіс, натхненний виступом гурту та платівками Альберта Кінга та Бі Бі Кінга, вирішив залишитись у Чикаго та розпочати свою музичною кар'єру. Він придбав собі електрогітару «Кей» і, взявши собі сценічне ім'я Літтл Отіс почав грати у місцевих барах. Після виступу у відомому клубі «708», на обдарованого гітариста звернули увагу композитор та продюсер Віллі Діксон і власник студії звукозапису Cobra Records Елі Тоскано і підписали з Отісом контракт. І вже перший сингл 20-річного музиканта «I Can't Quit You Baby» (слухатиⓘ), який був спеціально написаний для нього Діксоном, став найпершим та найуспішнішим синглом лейблу — в 1956 році композиція посіла 6 сходинку в ритм-енд-блюзовому чарті Billboard Black Singles.За два роки існування лейблу Раш записав 8 синглів, серед яких були такі хіти як — «Double Trouble» (слухатиⓘ), «My Love Will Never Die» та «All Your Love (I Miss Loving)».

### Chess Records
Після банкрутства Cobra в 1959 році, Раш підписав контракт зі знаменитим лейблом Chess Records в 1960. За два роки їхньої співпраці Chess випустили лише один сингл: нині класичну композицію «So Many Roads, So Many Trains». В 1962 він перейшов на лейбл Duke Records і за три роки знов один сингл — «Homework».В 1965 році він записав п'ять пісень у студії звукозапису Vanguard Records, які згодому увійшли до збірки Chicago/The Blues/Today! Vol.2 та зробили Раша відомим серед білої аудиторії слухачів блюзу. Впродовж 1960-х Раш давав багато концертів по країні, а згодом поїхав у турне по Європі, де виступив на Американському фолк-блюзовому фестивалі. Одним з найбільшим шанувальником Раша був Майкл Блумфілд, гітарист чиказького гурту The Paul Butterfield Blues Band. Блумфілд умовив свого менеджера допомогти Рашу і не забаром був підписаний контракт з Cotillion Records. В 1969 році Раш випустив свій перший студійний альбом Mourning in the Morning, продюсерами якого стали Блумфілд та Нік Гравенітес; альбом був записаний на легендарній студії FAME Studios з ритм-секцією Масл-Шоулс. Проте ця платівка не мала успіху ні серед слухачів, ні серед музичних критиків. В тому ж році Chess знайшли в архівах чотири пісні Раша, записані протягом чиказьких сесій як «So Many Roads, So Many Trains» та випустили альбом-компіляцію Door to Door (1969), на якому також були присутні пісні Альберта Кінга.А лейбл Blue Horizon випустив записи Раша, які він зробив у студії Cobra Records.

### Right Place, Wrong Time (1976)

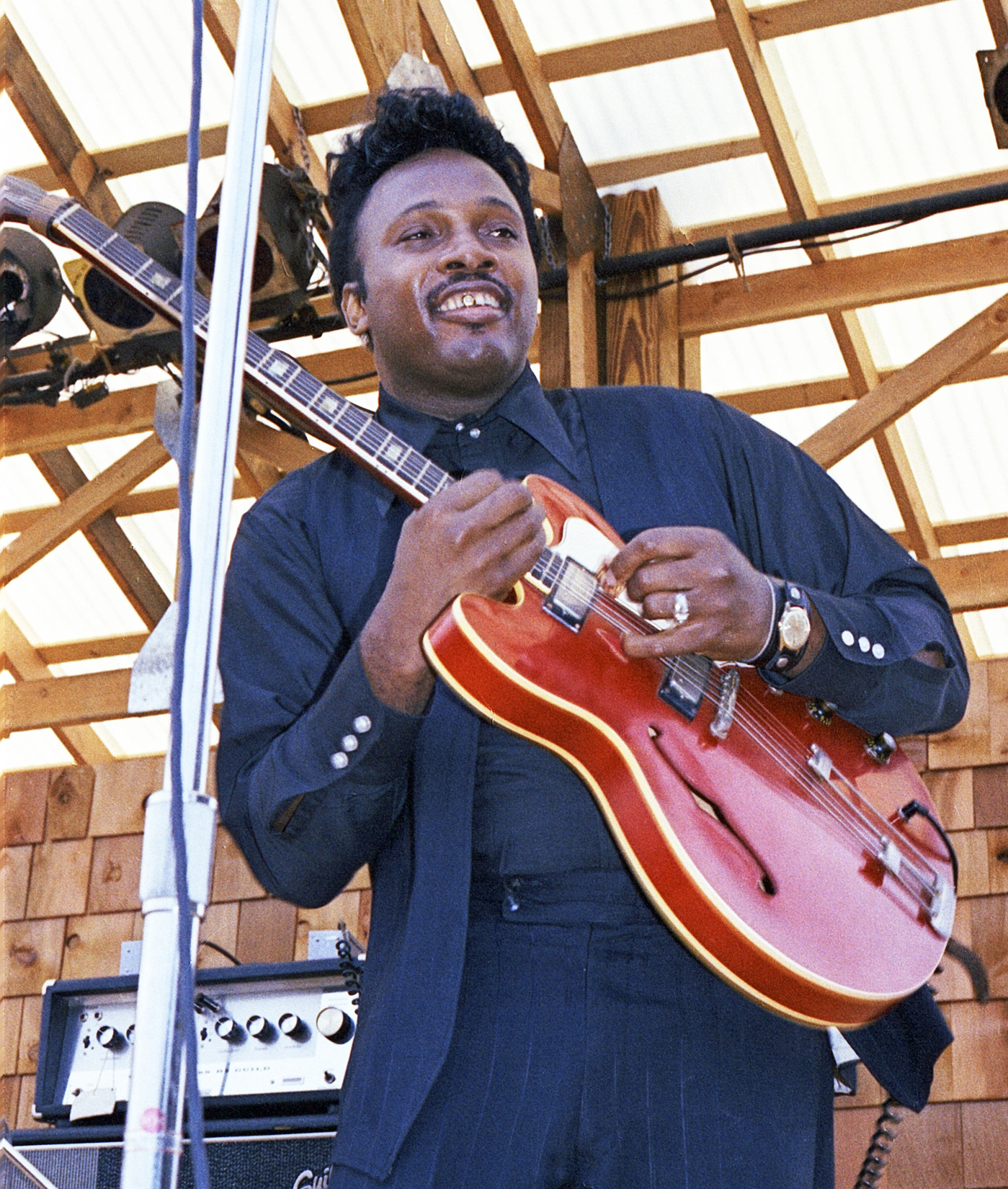
На блюзовому фестивалі в Анн-Арбор, Мічиган. 1970

В 1970 Раш переїхав до Сан-Франциско та підписав контракт з Capitol Records. В 1971 Раш записав ще один альбом, який, на думку багатьох музичних критиків, вважається однією з найкращих його робіт — Right Place, Wrong Time Але через невідомі причини Capitol відмовилися випускати альбом, і записи пролежали в архівах, поки їх не викупив і не випустив маленький лейбл Bullfrog в 1976 році. Альбом складався як із власних композицій Раша: «Right Place, Wrong Time», «Easy Go», «Three Times a Fool» так і з кавер-версій, насамперед це були «Natural Ball» Альберта Кінга, «Lonely Man» Літтл Мілтона та «Rainy Night in Georgia» Тоні Джо Вайта. Але проблеми продовжували переслідувати гітариста. Нерівна, але в цілому непогана платівка Cold Day in Hell 1975 року і декілька концерних альбомів (Live in Europe (1978), Troubles, Troubles (1982), обидва записані у 1977 році) допомогли Рашу утримуватися на сцені вродовж наступного десятиліття. У 1986 Раш зірвав дорогу сесію для лейбла Rooster Blues, залишивши студію через те, що його підсилювач погано звучав.
В 1993 році він перебрався в Лос-Анджелес і разом з продюсером This Way Up Джоном Портером записав перший за останні 16 років студійний альбом під назвою Ain't Enough Comin’ In. Бездоганна робота Портера, гурту та іскриста гра на гітарі Раша зробили його блюзовим диском року за результатами опитувань багатьох критиків. Але знов через особисті проблеми Раша був змушений залишити сцену на деякий час. Він повернувся, записавши новий студійний альбом Any Place I'm Going, який в основному складався з кавер-версій пісень класичних соул та блюзових виконавців: «Walking the Back Streets and Crying» Літтл Мілтона, «Laughin' and Clownin'» Сема Кука та «Pride and Joy» Марвіна Гея.. У 1998 році за Any Place I'm Going був удостоєний премії «Греммі» за найкращий традиційний блюз-альбом.

### Останні роки

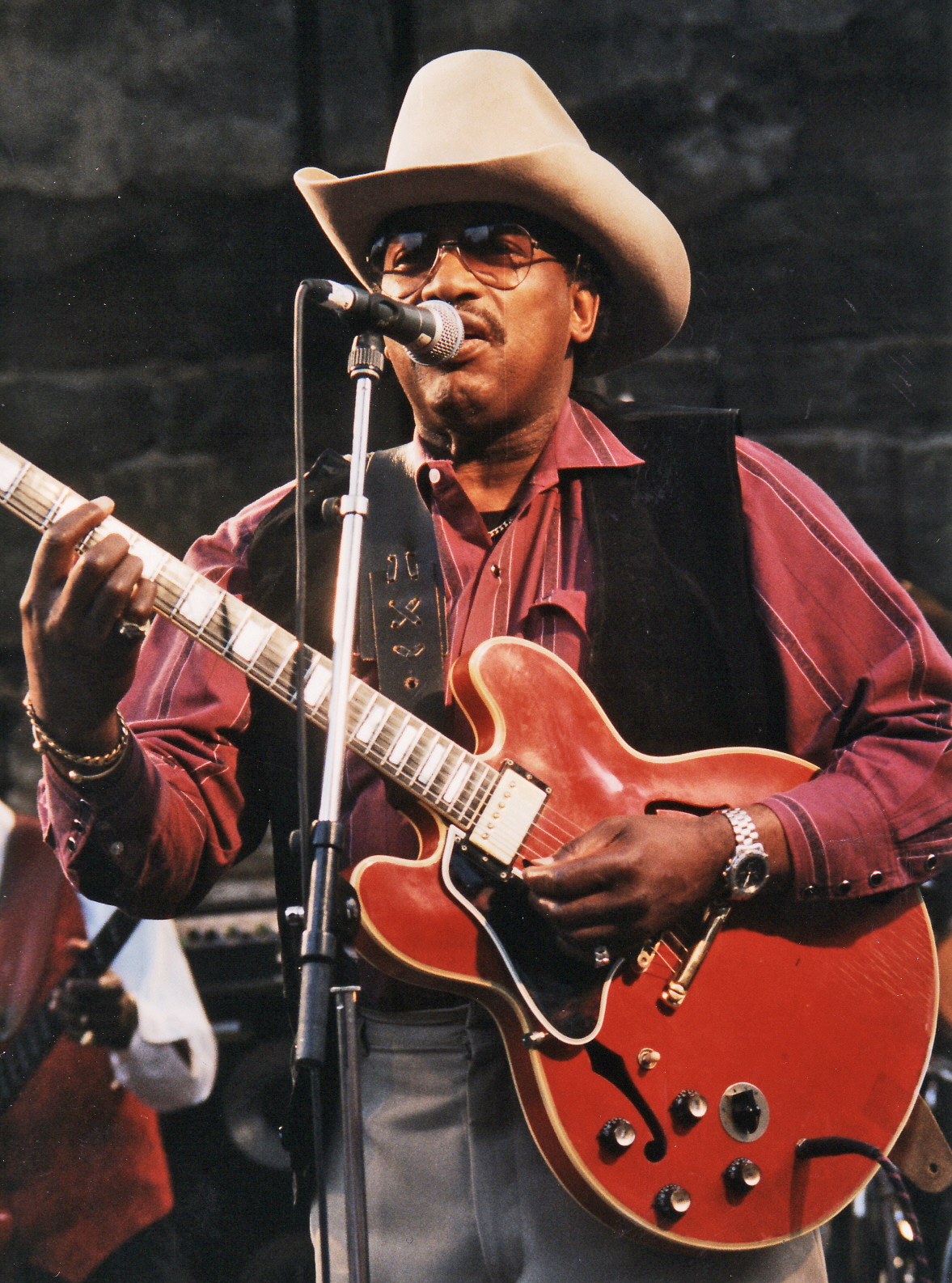
Раш на блюзовому фестивалі в Нотоддені, Норвегія. 1999

У 2006 році випустив концертний альбом Live… and in Concert from San Francisco на Blues Express, Inc. і у 2008 році він був номінований на «Греммі» як найкращий традиційний блюз-альбом.
На своєму останньому виступі під час Чиказького блюзового фестивалю у 2016 році, Раша урочисто привітала мерія міста Чикаго, як повідомляє Chicago Tribune. Помер 29 вересня 2018 року у Чикаго, Іллінойс у віці 83 років. У нього залишилась дружина Масакі Раш, вісім дітей, низка внуків і правнуків згідно сімейного заповіту.

## Манера гри
Отіс Раш — шульга, але на відміну від інших «ліворуких» гітаристів він грав на гітарі для «праворуких» з непереставленими струнами. І вважається, що саме це вплинуло на звук його інструменту. Серед інших музикантів, які використовували такий метод — Альберт Кінг, Дік Дейл та Коко Монтоя.

## Дискографія

### Студійні альбоми
- Chicago/The Blues/Today! Vol. 2 (Vanguard, 1966) як The Otis Rush Blues Band
- Mourning in the Morning (Cotillion, 1969)
- Live in Chicago (Intermedia, 1970); з Літтлом Волтером
- Screamin' and Cryin' (Black and Blue, 1974)
- Blues Live! (Trio, 1975); перевиданий (Delmark, 1978)
- Cold Day in Hell (Delmark, 1975)
- Right Place, Wrong Time (Bullfrog, 1976)
- Troubles, Troubles (Sonet, 1978)
- Live in Europe (Isabel, 1982)
- Tops (Blind Pig, 1989)
- Blues Interaction -Live In Japan 1986- (P-Vine, 1989)
- Lost in Blues (Alligator, 1991)
- Ain't Enough Comin' In (This Way Up, 1994)
- Any Place I'm Going (House of Blues, 1998)
- Live… and in Concert from San Francisco (Blues Express, 2006)
- Chicago Blues Festival 2001 (P-Vine, 2009)

### Збірки
- Door to Door (Chess, 1969); з Альбертом Кінгом
- 1989 I Can't Quit You Baby — The Cobra Sessions 1956—1958 (P-Vine)
- 2000 Good 'Uns — The Classic Cobra Recordings 1956—1958 (Westside)
- 2000 The Essential Otis Rush — The Classic Cobra Recordings 1956—1958 (Fuel 2000)
- 2005 All Your Love I Miss Loving — Live at the Wise Fools Pub, Chicago (Delmark)
- 2006 Live At Montreux 1986 (Eagle Rock Entertainment) з Еріком Клептоном та Лютером Еллісоном

### Сесійні роботи
- Джиммі Докінс, All for Business (Delmark, 1971)

### Відеографія
- 2003 Live Part One (Blues Express)